# Armand de Rohan-Soubise
Pour les articles homonymes, voir Cardinal de Rohan.
Pour les autres membres de la famille, voir Maison de Rohan.
François-Armand de Rohan-Soubise, dit le Cardinal de Soubise, est né à Paris dans la journée du 1er décembre 1717 et est mort à Saverne le 28 juin 1756. Fils de Jules de Rohan-Soubise, prince de Soubise, et de Anne-Julie-Adélaïde de Melun, il sera nommé prince-évêque de Strasbourg et il est fait grand aumônier de France par le roi Louis XV. Jeune, on l'appelle prince de Tournon, puis abbé de Ventadour.

## Biographie
Il est le petit-neveu de son prédécesseur à Strasbourg, Armand-Gaston-Maximilien de Rohan dont il est le coadjuteur et le frère de Charles de Rohan, prince de Soubise.
Il est abbé de Saint-Epvre au diocèse de Toul en 1736, abbé-prince de Murbach et de Lure en 1737. En 1742 il est nommé coadjuteur de Strasbourg puis quatre mois après, évêque in partibus de Ptolémaïde-en-Thébaïde (de). Il devient prince-évêque de Strasbourg en 1749 et abbé commendataire de La Chaise-Dieu la même année en se défaisant de celle de Saint-Epvre.
En 1745, Louis XV le choisit comme grand aumônier de France. Il est fait cardinal en 1747. Il est élu membre de l'Académie française le 15 juillet 1741.
Il meurt en 1756 à Saverne d'une phtisie.

## Armoiries
Coupé d'un trait, parti de trois autres qui font huit quartiers : au 1 : d'azur semé de fleurs de lys d'or à la bande componée d'argent et de gueules (qui est d'Évreux) ; au 2 : de gueules aux chaînes d'or posées en orle, en croix et en sautoir, chargées en cœur d'une émeraude au naturel (qui est de Navarre) ; au 3 : d'or aux trois pals de gueules (qui est de Foix) ; au 4 : d'or, au lion de gueules, au double trescheur fleuronné et contre-fleuronné du même (qui est d'Écosse) ; au 5 : d'hermine (qui est de Bretagne) ; au 6 : d'argent, à une couleuvre ondoyante en pal d'azur, couronnée d'or, engloutissant un enfant de carnation, posé en fasce, les bras étendus (qui est de Visconti) ; au 7 : d'argent à la fasce de gueules et à la bordure d'azur (qui est de San Severino) ; et au 8 : d'or à la bande de gueules chargée de trois alérions d'argent (qui est de Lorraine) ; sur le tout, parti : en 1 : de gueules à neuf macles d'or, posées 3, 3, 3 (qui est de Rohan), et en 2 : d'hermine (qui est de Bretagne),.